# Claude Détraz
Claude Détraz  (*  20. März 1938 in Albi; † 20. Juni 2020 in Challex) war ein französischer Kern- und Teilchenphysiker (u. a. Astroteilchenphysik).
Claude Détraz studierte ab 1958 an der École normale supérieure in Paris, promovierte und forschte ab 1962 für das CNRS am Institut de Physique Nucléaire d’Orsay (heute Laboratoire de Physique des 2 Infinis Irène Joliot-Curie, IJCLab). Er wurde Forschungsdirektor des CNRS.
Am CERN entdeckte er am Protonensynchrotron PS mit dem Team von Robert Klapisch erste Hinweise auf Deformation in exotischen Kernen bei abgeschlossenen Schalen.
Danach war er eine treibende Kraft für einen Schwerionenbeschleuniger in Frankreich, mit dem exotische Kerne untersucht werden konnten, was zu GANIL führte, dessen Direktor er 1982 bis 1990 war.
Er war einer der Gründer des Koordinierungskomitees für Kernphysik in Europa NuPECC (the Nuclear Physics European Collaboration Committee) und 1989 bis 1992 dessen Direktor. 1991 wurde er technischer Berater des französischen Wissenschaftsministers Hubert Curien und förderte dessen Ernennung zum Präsidenten des CERN-Rates. Unter dessen Ägide wurde das LHC genehmigt und Détraz war sehr aktiv darin, Frankreichs Beteiligung am LHC auszuweiten, als er 1992 bis 1998 Direktor des IN2P3 (Institut National de Physique Nucléaire et de Physique des Particules) des CNRS war.
1999 wurde er mit Roger Cashmore Forschungsdirektor am CERN, was er bis 2003 war. In dieser Zeit wurde das LEP geschlossen, der Bau des LHC vorangetrieben mit dem Graben neuer Kavernen und das Projekt begonnen, Neutrinos vom CERN zum Untergrundlabor im Gran Sasso zu senden. In letzterem Projekt war er auch stark involviert.
Er war Kommandeur des Ordre national du Mérite (2006), erhielt 1974 den Joliot-Curie-Preis der französischen physikalischen Gesellschaft, die Silbermedaille des CNRS  (1978) sowie den Gay-Lussac-Humboldt-Preis (1992). Er war Ehrendoktor des JINR in Dubna. Er war im französischen Forschungs- und Technologierat (Conseil supérieur de la recherche et de la technologie).
2008 bis 2014 war er Bürgermeister von Maison-Maugis.